# کوشک باغ
کوشک باغ، روستایی است از توابع بخش باشتین شهرستان داورزن در استان خراسان رضوی ایران.

## جمعیت
این روستا در دهستان مهر قرار داشته و بر اساس سرشماری سال ۱۳۸۵ جمعیت آن ۲۴۹ نفر (۸۱ خانوار)
بوده است.